# Total Jazz, histoires musicales
Total Jazz, histoires musicales est un livre de Blutch paru en 2004 aux éditions du Seuil.
Il s'agit d'un recueil de planches de bande dessinée publiées à partir de 2000 dans la revue Jazzman. Ces histoires courtes racontent des anecdotes sur les grands noms du jazz (Stan Getz, Miles Davis, Sun Ra , etc.) ou évoquent la condition de l'amateur de jazz. Le dessin de Blutch oscille entre l'encrage au pinceau de Mitchum ou de Blotch et la vivacité du trait de C'était le bonheur.

## À propos du livre

### Présentation
Dans ces chroniques publiés dans la revue Jazzman entre 2000 et 2003, Blutch explore son amour du jazz, musique qu'il évoque avec une grande liberté, rappelant l'idée d'improvisation, centrale dans cette musique,,. Le ton y est tour à tour drôle, nostalgique, poétique, Blutch navigant entre faits historiques et onirisme,. Il dresse principalement le portraits de musiciens, mais aborde aussi le rôle des auditeurs, la dure condition du métier, la pauvreté ou les compromis artistiques, ainsi que le déclin du jazz, illustrée notamment par sa moindre place accordée chez les disquaires,.
Blutch utilise l'humour noir, notamment pour dénoncer le sexisme du milieu du jazz. Dans une page, il montre un musicien battant sa femme, pour ensuite le faire jouer devant un public de femmes émues aux larmes. Dans une autre page, un producteur auditionne de jeunes saxophonistes qui le déçoivent constamment. Il entend une musique qui l'enchante venant d'une autre pièce, et se remet à fulminer quand il découvre que c'est une femme qui joue cette si belle musique. Le livre aborde également la question du racisme, notamment la page consacrée à Joséphine Baker, qui la montre sur scène cernée par une foule gribouillée d'hommes blancs au visage sévère ou inexpressif. Blutch montre aussi les musiciens noirs obligés de jouer cachés derrière un rideau pendant la ségrégation.
L'album s'ouvre avec un récit dans lequel Blutch se met en scène en natif américain discutant de son livre avec un chef, et exprimant son désarroi face à son obsession,. Ce récit est dessiné au trait, dans un style différent des autres pages : il s'agit d'un des ajouts de l'édition de 2013.
L’album se termine avec Pour en finir avec le jazz, un récit de « six pages de pur bonheur qui nous content une mésaventure du détective du jazz, une farce parodique qui revisite tous les clichés du film noir avec humour et esprit d'à-propos ». Ce détective qui connait tous les détails de toutes les sessions d'enregistrement est une moquerie tendre envers les maniaques du jazz, dont Blutch fait partie,. La critique apprécie particulièrement ce récit,,.

### Le dessin
La bande dessinée est un art qui demande du temps et de la construction, Blutch trouve de la spontanéité par son dessin. Réalisé en noir et blanc, il évoque la musique et sa sensualité,,.
Blutch adapte son trait à l'élégance de Stan Getz ou à la puissance de Charles Mingus,. Un page consacrée aux albums en piano solo illustre cette approche : Sun Ra a des mains tortueuses à la Picasso, Charles Mingus des doigts aux lignes épaisses et Jaki Byard des mains gribouillées et floues. Un autre exemple est la page consacrée à Sonny Sharrock au sein du groupe d'Herbie Mann, alors qu'ils enregistrent Hold On, I'm Comin en 1969 : la flûte de Mann dessine des volutes vaporeuses, la guitare de Larry Coryell des bulles parfaitement rondes, les claviers de Bobby Emmons et Bobby Wood des éclats de vapeur ; quand arrive le solo de Sonny Sharrock, les cases se saturent de traits épais, gribouillés au pinceau ou au marqueur.

### Les différentes éditions
Les Éditions du Seuil publient le premier recueil des histoires en 2004, sous le titre Total jazz : Histoires musicales. L'album est réédité par Cornélius en 2013, avec de nouvelles planches inédites, souvent muettes,. L'album est édité en 2018 aux États-Unis par Fantagraphics Books.

## Réception critique
La critique de l'album est très positive. On peut lire sur BD Gest' : « Blutch joue du pinceau comme un jazzman : la technique est au service de l'improvisation ». Pour Planète BD : « inutile d'être fan de jazz pour apprécier l'objet, encore une fois très soigné. Il suffit de se laisser porter par la virtuosité d'un trait aérien et gras, gribouillé ou charbonneux, et d'embrasser la vision touchante d'un auteur décidément indispensable au 9ème art ». Jean-François Nicolaï (Avoir à lire) écrit : « son dessin sans cesse mouvant, tantôt léché, tantôt gribouillant est à même de rendre compte de manière graphique de la variété de sensations que peut faire ressentir cette musique, libre, jamais figée, riche de sa diversité ».
Lors de sa publication aux États-Unis, l'album est également salué par la critique (DownBeat, The Comics Journal, Spectrum Culture). L'auteur Craig Thompson souligne alors la considération pour Blutch chez les auteurs américains. Hillary Brown, dans Paste Magazine, écrit : « Blutch est un dessinateur de dingue. On a l'impression qu'on pourrait le laisser sur une île déserte sans rien, et qu'il trouverait un moyen de créer des chefs-d'œuvre ».

## Éditions
- Blutch, Total jazz : Histoires musicales, Paris, Éditions du Seuil, 2004, 61 p. (ISBN 2-02-050938-5).
- Blutch, Total jazz, Bordeaux, Cornélius, coll. « Solange », 2013, 96 p. (ISBN 978 2 36081 040 6).
- (en) Blutch (trad. Barbara Appleby), Total jazz, Seattle, Fantagraphics, 2018, 90 p. (ISBN 9781683960867)[10].